# Kosmos 2230
Kosmos 2230, ruski navigacijski satelit iz programa Kosmos. Vrste je Cikada. Namijenjen praćenju položaja brodova na oceanu.
Lansiran je 12. siječnja 1993. godine u 11:10 s kozmodroma Pljesecka. Lansiran je u nisku orbitu oko planeta Zemlje raketom nosačem Kosmos-3M 11K65M. Orbita mu je 972 km u perigeju i 1007 km u apogeju. Orbitni nagib je 82,94°. Spacetrackov kataloški broj je 22307. COSPARova oznaka je 1993-001-A. Zemlju obilazi za 104,89 minuta. Pri lansiranju bio je mase 825 kg. 
Tijekom misije jedan dio se odvojio.

## Vanjske poveznice
- N2YO.com Search Satellite Database
- Celes Trak SATCAT Format Documentation (engl.)